# Москера, Акивальдо
Акивальдо Москера Романья (исп. Aquivaldo Mosquera Romaña; род. 22 июня 1981[…], Апартадо, Антьокия) — колумбийский футболист, защитник. Выступал за сборную Колумбии.

## Биография
Москера дебютировал в 2000 году играл за «Атлетико Насьональ». Он сыграл более 150 матчей за клуб, прежде чем перешёл в «Пачуку» в Мексике в 2005 году. С «Пачукой», он выиграл два чемпионских титула (Клаусура 2006 и 2007), за кубок чемпионов КОНКАКАФ в 2007 году, а также Кубок Южной Америки в 2006 году. Летом 2007 года Москера перешёл в испанскую «Севилью», выступающей в Ла Лиге. Проведя в клубе до 2009 года, Москера удалось выступить только в 41-м матче.
Играл также в клубах «Америка» (Мехико), «Пачука», «Депортиво Кали», «Чьяпас».

## Достижения
«Атлетико Насьональ»
- Чемпион Колумбии: Ап. 2005
- Серебряный призёр чемпионата Колумбии (3): Ап. 2002, Ап. 2004, Фин. 2004

«Пачука»
- Чемпион Мексики (2): 2006 (Клаусура), 2007 (Клаусура)
- Победитель Лиги чемпионов КОНКАКАФ: 2007
- Обладатель Южноамериканский кубка: 2006

«Севилья»
- Обладатель Суперкубка Испании: 2007

## Индивидуальные достижения и награды
- Лучший центральный защитник Чемпионата Мексики: 2006/07